# El invierno del mundo
El invierno del mundo (Winter of the World) es una novela histórica, que constituye el segundo libro de la Trilogía del Siglo, de Ken Follett, que comenzó con La caída de los gigantes. En esta novela narra la historia de los hijos de las cinco familias protagonistas desde los años anteriores a la Segunda Guerra Mundial hasta los inicios de la Guerra Fría. El nazismo, la invasión de la Unión Soviética, el ataque a Pearl Harbor, la guerra civil española y el desarrollo de la bomba atómica son algunos de los acontecimientos que se narran en la novela.

## Sinopsis
En 1933, Berlín es un foco de agitación política y social. Lady Maud, ahora la esposa de Walter von Ulrich y madre de dos hijos, publica artículos en una revista semanal que ridiculizan al partido nazi mientras su marido manifiesta su oposición en el gobierno. Sin embargo, parece que nada podrá frenar el poder ascendente del canciller Adolf Hitler. Cuando Maud recibe la visita de Ethel Williams y su hijo Lloyd, todos serán testigos de la tiranía y la represión de la nueva Alemania. El reino del Tercer Reich se extenderá hasta Francia y más allá de la frontera rusa.
Mientras, en Inglaterra, Lloyd Williams, activista político como su madre, luchará en el ejército británico para intentar frenar dicho avance, antes de alistarse en las brigadas internacionales de la guerra civil española, donde participará en la ofensiva de Zaragoza y en la batalla de Belchite. 

## Familias
La trilogía The Century, tiene como protagonista a cinco familias de distintas nacionalidades; estadounidense, inglesa, alemana, rusa y galesa. En esta segunda parte de la trilogía se narra la historia de los hijos de las cinco familias protagonistas de La Caída de los Gigantes. A continuación se mencionan dichas familias y sus miembros.

### Estadounidenses
- Familia Dewar
  - Gus Dewar
  - Rosa Dewar, su esposa
  - Woody Dewar, su hijo mayor
  - Chuck Dewar, su hijo menor
  - Ursula Dewar, madre de Gus

- Familia Peshkov
  - Lev Peshkov
  - Olga Peshkov, su esposa
  - Daisy Peshkov, su hija
  - Greg Peshkov, hijo de Lev

### Ingleses
- Familia Fitzherbert
  - Conde Fitzherbert
  - Princesa Elizabeta, su esposa
  - Boy Fitzherbert, su hijo mayor
  - Andy Fitzherbert, su hijo menor
  - Maud Fitzherbert - Hermana del conde

### Galeses
- Familia Leckwith-Williams
  - Bernie Leckwith
  - Ethel Leckwith, su esposa
  - Lloyd Williams, hijo de Ethel
  - Millie Leckwith, hija de Bernie y Ethel

### Alemanes
- Familia Von Ulrich
  - Walter von Ulrich
  - Maud, su esposa
  - Erick, su hijo mayor
  - Carla, su hija menor
  - Robert (austriaco), primo segundo de Walter

- Familia Franck
  - Ludwig Franck
  - Monika, su esposa
  - Werner, su hijo mayor
  - Frieda, su hija menor
  - Axel, su hijo menor

### Rusos
- Familia Peshkov
  - Grigori Peshkov
  - Katerina, su esposa
  - Volodya, hijo de Katerina y Lev Peshkov
  - Anya, hija de Katerina y Grigori Peshkov

## Personajes
En El Invierno del Mundo, son varios los personajes que participan en la historia. A continuación se nombran a los que más relevancia tienen dentro de la trama.

### Principales
- Lloyd Williams: hijo de Ethel y Fitz.Con grandes implicaciones políticas desde niño, totalmente implicado en la lucha contra las injusticias, peleará contra los totalitarismos desde muy joven.

- Boy Fitzherbert: vizconde de Aberowen, primogénito del matrimonio. Tomará parte de la guerra como piloto de la RAF.

- Carla von Ulrich: hija de Walter y Maud. Está en contra de los fascistas y nazis.

- Daisy Peshkov: hija de Lev y Olga. Es la heredera de una gran fortuna de dudoso origen y futura esposa de Boy Fitzherbert.

- Volodya Peshkov: hijo de Katerina. Entregado al comunismo, a Stalin y a su país, luchará también contra los nazis, al estar vinculado a los servicios secretos rusos.

- Greg Peshkov: es hijo de Lev y Marga y hermanastro de Daisy. Es de gran importancia para la Casa Blanca.

- Woody Dewar: nacido del matrimonio de Gus y Rosa. Vivirá en primera persona las consecuencias que tuvo para Estados Unidos entrar en el conflicto bélico.

- Werner Franck: un joven que jugará el papel de espía durante la etapa de la Alemania totalitarista.

- Charles Dewar: hijo menor de Gus y Rosa y llamado popularmente Chuck. Muy critcado por sus padres por abandonar los estudios, su principal sueño es alistarse en la marina estadounidense.

- Erick von Ulrich: hijo mayor de Maud y Walter y afiliado a las Juventudes Hitlerianas. Es estudiante de medicina.

- Maud von Ulrich: (de soltera lady Maud Fitzherbert), es la esposa de Walter y hermana del conde Fitzherbert. Trabaja en un periódico socialdemócrata y es partidaria de la liberación de la mujer.

- Ethel Leckwith: (de soltera Ethel Williams), es la madre de Lloyd y parlamentaria de la circunscripción de Aldgate.

- Gus Dewar: padre de Woody y Chuck, en su juventud fue asesor del presidente Woodrow Wilson, como después haría con Roosevelt y Truman.

- Frieda Franck: es la mejor amiga de Carla y hermana de Werner, es antifascista.

- Walter von Ulrich: esposo de Maud y padre de Erick y Carla. Es parlamentario del Reichstag del Partido Socialdemócrata.

### Secundarios
- Lev Peshkov: es el padre légitimo de Volodia además de Daisy y Greg. Además es un gánster de origen ruso con varias amantes.

- Grigori Peshkov: hermano de Lev. Es un oficial del Ejército Rojo. En su juventud vio a su padre siendo ahorcado públicamente en presencia de la Princesa Elizaveta.

- Conde Fitzherbert: llamado Fitz, es el padre de Boy y Andy Fitzherbert, además de Lloyd Williams. Es conde de Aberowen, miembro de la Cámara de los Lores y del partido conservador. Es el propietario de los terrenos en los que se encuentra la mina de carbón de Aberowen, próxima a la ciudad de Cardiff en Gales.

- Zoya Vorotsintsev: física que experimenta con su equipo de investigación para crear la bomba atómica.

- Joanne Rouzrokh: joven norteamericana que vive constantemente con los coqueteos de Woody Dewar. Trabaja en la Casa Blanca.

- Thomas Macke: comisario e inspector de la SS.

- Princesa Elizaveta: princesa rusa llamada popularmente Bea, es la esposa de Fitz y madre de Boy y Andy Fitzherbert.

- Eddie Parry: marinero y amigo de Chuck Dewar.

- Eva Rothmann: joven judía radicada en Estados Unidos, es la mejor amiga de Daisy Peshkov.

- Olga Peshkov: es la esposa de Lev y madre de Daisy. Es heredera de una gran fortuna gracias a los negocios negros de su padre fallecido.

- Rosa Dewar: periodista tuerta y matriarca de la familia Dewar. Es la esposa de Gus.

- Jacky Jackes: joven negra que es aspirante a actriz. Es la eterna enamorada de Greg Peshkov.

- Bernie Leckwith: marido de Ethel y padrastro de Lloyd. Es secretario de la delegación de Aldgate del Partido Laborista Independiente.

- Ada Hampel: es la criada de los Von Ulrich, aunque es prácticamente una más de la familia.

- Katerina Peshkov: esposa de Grigori, en su juventud mantuvo un romance con Lev, de quien tuvo un hijo.

- Heinrich von Kessel: novio de Frieda e investigador privado.

- Monika Franck: (de soltera Monika von der Helbard), es la mejor amiga de Maud y madre de Werner y Frieda. De joven estaba enamorada de Walter.

- Charlie Farquharson: joven de la alta sociedad de Buffalo y prometido de Daisy.

- Teresa: maestra de alfabetización.

- Andy Fitzherbert: hijo menor de Fitz y Bea y hermano de Boy Fitzherbert.

## Acontecimientos históricos
Detalle de los principales acontecimientos históricos que se describen a lo largo de la novela:

### Alemania
- Incendio del Reichstag (1933)
- Decreto del Incendio del Reichstag (1933)
- Elecciones parlamentarias de Alemania de 1933
- Ley habilitante de 1933 (1933)
- Segunda Guerra Mundial (1939)
- Cronología de la Segunda Guerra Mundial
  - Invasión de Polonia de 1939
  - Programa Aktion T4 (1939-41)
  - Batalla de las Colinas de Seelow
  - Batalla de Berlín (1945)
  - Bloqueo de Berlín (1948-49)
  - Violaciones durante la ocupación de Alemania
- Plan Marshall
- Bloqueo de Berlín

### Rusia
- Operación Barbarroja (1941)
- Operación Fall Blau
- Batalla de Stalingrado (1942)
- Conferencia de Moscú (1943)
- Batalla de Kursk (1943)
- RDS-1, primera prueba nuclear soviética (1949)

### Reino Unido
- Batalla de Cable Street (1936)
- Debate de Noruega (1940)
- Dimisión de Neville Chamberlain (1940)
- Blitz de Londres (1940-41)
- Elecciones generales del Reino Unido de 1945

### Francia
- Batalla de Francia (1940)
- Desembarco de Normandia (1944)

### Estados Unidos
- Promulgación del New Deal en Estados Unidos (1933-37)
- Carta del Atlántico (1941)
- Ataque a Pearl Harbor e inicio de la Guerra del Pacífico (1941)
- Batalla de Midway (1942)
- Proyecto Manhattan (1941-45)
- Campaña de Bougainville (1943-45)
- Firma de la Carta de las Naciones Unidas en San Francisco (1945)
- Bombardeos atómicos de Hiroshima y Nagasaki (1945)
- Plan Marshall (1947)

### España
- Batalla de Belchite de la guerra civil española (1937)

### Checoslovaquia
- Golpe de Praga (1948)
- Asesinato de Jan Masaryk (1948)

- Datos: Q559330